# Магнитосфера
Магнитосфера е област от пространството около астрономически обект (небесно тяло), в която е зададено магнитното поле на това тяло. Освен Земята, в Слънчевата система има още няколко планети с магнитосфера: Меркурий, Юпитер, Сатурн, Уран и Нептун имат магнитосфера. Марс има само остатъчно магнитно поле, дължащо се на струпвания от магнитни скали в мантията на планетата.

## Магнитосфера на Земята
Земното магнитно поле се дължи на движението на разтопена магма в сърцевината на Земята и се променя непрекъснато. То е сменяло полярността си няколко пъти. През последните години се забелязва намаляване на неговата сила, като Северният магнитен полюс се придвижва от северното крайбрежие на Канада към Русия.